# Беренсон, Берри
Бери́нтия (Бе́рри) Бе́ренсон, по мужу Пе́ркинс (англ. Berinthia “Berry” Berenson Perkins; 14 апреля 1948, Манхэттен, Нью-Йорк, США — 11 сентября 2001, там же) — американская актриса, фотомодель и фотограф, жена актёра Энтони Перкинса.

## Биография
Беринтия — младшая дочь Роберта Л. Беренсона (англ. Robert L. Berenson), американского дипломата, затем чиновника в морском пароходстве (по происхождению литовского еврея), и «Гого» Скиапарелли (англ. Gogo Schiaparelli) — урождённой графини Марии Луизы Ивонн Радха де Вендт де Керлор (нем.-фр. Maria Luisa Yvonne Radha de Wendt de Kerlor), знаменитой в 1940-х годах светской львицы смешанного итало-швейцарско-франко-египетского происхождения. Бабка Беринтии по материнской линии — Эльза Скиапарелли, выдающийся модельер, создательница стиля «прет-а-порте»; дед — известный теософ и медиум граф Вильгельм де Вендт де Керлор (нем.-фр. Wilhelm de Wendt de Kerlor). Двоюродные прадеды Беринтии — первооткрыватель марсианских каналов итальянский астроном Джованни Скиапарелли и крупнейший американский художественный критик Бернард Беренсон; двоюродная прабабка — сестра Бернарда Беренсона, спортивный педагог, учредительница правил женского баскетбола Сенда Беренсон (одна из двух первых женщин, включённых в американский Зал славы баскетбола). Старшая сестра Беринтии, Мариса Беренсон — знаменитая фотомодель (в 1960—1970-е годы — лицо журнала Vogue) и известная киноактриса, снимавшаяся у Лукино Висконти, Боба Фосса и Стэнли Кубрика.

## Карьера

### Фотография
Завершив непродолжительную карьеру фотомодели (в конце 1960-х годов), Берри Беренсон переквалифицировалась в профессионального фриланс-фотографа. К 1973 году её работы публиковались в ведущих фоторепортажных, глянцевых, модных и новостных журналах США: Life, Glamour, Vogue, Newsweek.

### Кино
Берри несколько раз снялась в кино — в фильмах «Запомни моё имя», «Зима — сезон убийств» (с Энтони Перкинсом) и «Люди-кошки» (с Малкольмом Макдауэллом и Настасьей Кински), а также в телевизионном мини-сериале «Сомнения».

## Семья
9 августа 1973 года Берри Беренсон вышла замуж за актёра Энтони Перкинса. От этого брака у неё родились двое сыновей: актёр Оз Перкинс (1974) и сессионный фолк-рок-музыкант Элвис Перкинс (1976). Брак Берри и Энтони продлился до конца его жизни (Энтони Перкинс умер от СПИДа 12 сентября 1992 года).

## Смерть
11 сентября 2001 года Берри Беренсон, возвращавшаяся домой в Лос-Анджелес после летнего отдыха на полуострове Кейп-Код рейсом 11 American Airlines (первый пассажирский самолёт, захваченный террористами-смертниками), погибла во время атаки на Всемирный торговый центр в Нью-Йорке.

## Фильмография
| Год  |   | Русское название     | Оригинальное название | Роль                |
| ---- | - | -------------------- | --------------------- | ------------------- |
| 1978 | ф | Запомни моё имя      | Remember My Name      | Барбара Карри       |
| 1979 | ф | Зима — сезон убийств | Winter Kills          | служительница морга |
| 1980 | с | Сомнения             | Scruples              | администратор       |
| 1982 | ф | Люди-кошки           | Cat People            | Сандра              |

## Комментарии
1. ↑  После развода с Робертом Беренсоном вышла вторым браком за актёра и режиссёра Джино, маркиза Каччапуоти ди Джульяно (итал. Gino, Marchese Cacciapuoti di Giugliano).